# Голям термит гъбар
Големите термити гъбари (Macrotermes natalensis) са вид насекоми от семейство Termitidae.
Срещат се в Южноафриканската република.